# Camden, Michigan
Camden är ett municipalsamhälle (village) i Hillsdale County i Michigan i USA. Vid 2020 års folkräkning hade Camden 496 invånare.